# Rio Bacaetava
O rio Bacaetava é um curso de água que banha o estado do Paraná, pertencente à bacia hidrográfica do Rio Ribeira.
Este rio corta a Gruta de Bacaetava, no município de Colombo. A gruta foi formada por sua ação ao longo de 600 milhões de anos.